# Liste der Kulturdenkmäler in Herschbroich
In der Liste der Kulturdenkmäler in Herschbroich sind alle Kulturdenkmäler der rheinland-pfälzischen Ortsgemeinde Herschbroich aufgeführt. Grundlage ist die Denkmalliste des Landes Rheinland-Pfalz (Stand: 12. Juni 2023).

## Einzeldenkmäler
| Bezeichnung                | Lage                     | Baujahr         | Beschreibung | Bild                                    |
| -------------------------- | ------------------------ | --------------- | --- | --------------------------------------- |
| Hofanlage                  | Hauptstraße 17 Lage      | um 1600         | Hakenhof; Fachwerkhaus, Ständerbau, inschriftlich um 1600, Erweiterung um 1800, wohl eher im 18. Jahrhundert, Erweiterung im 19. Jahrhundert | BW                                      |
| Kath. Kapelle St. Maternus | Kirchweg 3 Lage          | 1666            | Saalbau, bezeichnet 1666, Erweiterung 1923–25                                                                                                | weitere Bilder Fotos hochladen          |
| Wegekreuz                  | Kirchweg, vor Nr. 3 Lage | 1751            | Wegekreuz, Nischentyp mit Vesperrelief, bezeichnet 1751                                                                                      | Fotos hochladen                         |
| Kriegerdenkmal             | Kirchweg, vor Nr. 3 Lage |                 | Kriegerdenkmal, Georgsrelief | BW                                      |
| Hofanlage                  | Kirchweg 5 Lage          | 18. Jahrhundert | Hofanlage; eingeschossiges Fachwerkhaus, 18. Jahrhundert, verputzte Fachwerkscheune, 19. Jahrhundert                                         | BW                                      |
| Kreuze                     | im Wald                  | ab 1649         | Kreuz, bezeichnet 1649; zwei Gusseisenkreuze, 19. Jahrhundert                                                                                | Direkt Bild zu diesem Denkmal hochladen |